# ریمن ریوینگ رابیدها
ریمن ریوینگ رابیدها (به انگلیسی: Rayman Raving Rabbids) یک بازی ویدئویی به سبک پارتی است که توسط یوبی سافت ساخته و منتشر شده‌است. این بازی در سری ریمن یک اسپین آف است و در نوامبر ۲۰۰۶ منتشر شد. این بازی شامل ۷۵ مینی بازی. این بازی برای سیستم‌های پلی استیشن ۲، وی، ایکس باکس ۳۶۰ و مایکروسافت ویندوز منتشر شد و نسخه دیگری برای گیم بوی ادونس، نیتندو دی اس و تلفن‌های همراه منتشر شد. نسخه قابل حمل پی اس پی برنامه‌ریزی شده بود، اما بعداً لغو شد.
این بازی بعداً یک زیرمجموعه ایجاد کرد و اولین دنباله آن، در نوامبر ۲۰۰۷ منتشر شد. از آوریل ۲۰۱۴، این مجموعه بیش از ۱۴ میلیون دستگاه در سراسر جهان فروخته بود.

## طرح

### شخصیت‌ها
رابیدز دشمن مشترک در این بازی هستند. فناوری آنها از رباتهای غول پیکر پیشرفته تا بستن ابزارهای جنگی مانند پیستونها و گردگیرها است. شخصیت‌ها صدایی ندارند که برای اولین بار در ریمن ۲: فرار بزرگ استفاده شد. در عوض، صداها به‌طور مرتب جیبری، به جز چند کلمه مانند «هی»، «واو» یا «داااااا؟»

### داستان
بازی با یک صحنه کات آغاز می‌شود که ریمن را در حال پیک نیک با بچه‌های محلی گلوباکس است. پیک نیک آنها با وقوع زلزله قطع می‌شود و بچه‌های گلوباکس در زمین فرومی‌روند در حالی که ۳ خرگوش(Rabbids) به جای آنها ظاهر می‌شود. فرمانده آنها به نام سرگی ریمن را می‌رباید و با خرگوش‌های عصبانی، که چندین نفر از آنها مسلح هستند، او را در میدان می‌اندازد. ریمن را باید اولین آزمایشات او در حال حاضر کامل، و پس از آن سرگی او را به سلول خود و به او یک پیستون می‌دهد. در ابتدا خرگوش‌ها او را مورد تمسخر قرار می‌دهند، اما با اتمام آزمایشات بیشتر ریمن، آنها بی حوصله می‌شوند و سرانجام او علاوه بر مهمان نوازی سلول زندان، او حتی در بین رابیدز محبوب می‌شود و او را تشویق می‌کنند. سرانجام، ریمن مجموعه ای از پیستون‌ها را به عنوان پاداش برای تکمیل آزمایشات، جمع می‌کند. ریمن با ساختن یک نردبان از تمام پیست‌های خود برای رسیدن به پنجره (و استقرار با پرنده ای آزار دهنده که مدام بر روی او مدفوع می‌کند)، موفق به فرار می‌شود و خود را آزاد می‌کند. هنگامی که آزاد شد، او بچه‌های گلوباکس را به یاد می‌آورد و سعی می‌کند از طریق یکی از سوراخ‌های رابیدز برای نجات آنها بازگردد، اما پیچ در سوراخ گیر می‌کند. در یک صحنه پس از تیتراژ، ریمن هنوز در سوراخ شب مانده‌است و گوسفندها می‌آیند تا مانده‌های پیک نیک او را بخورند.